# Mânecă de vânt

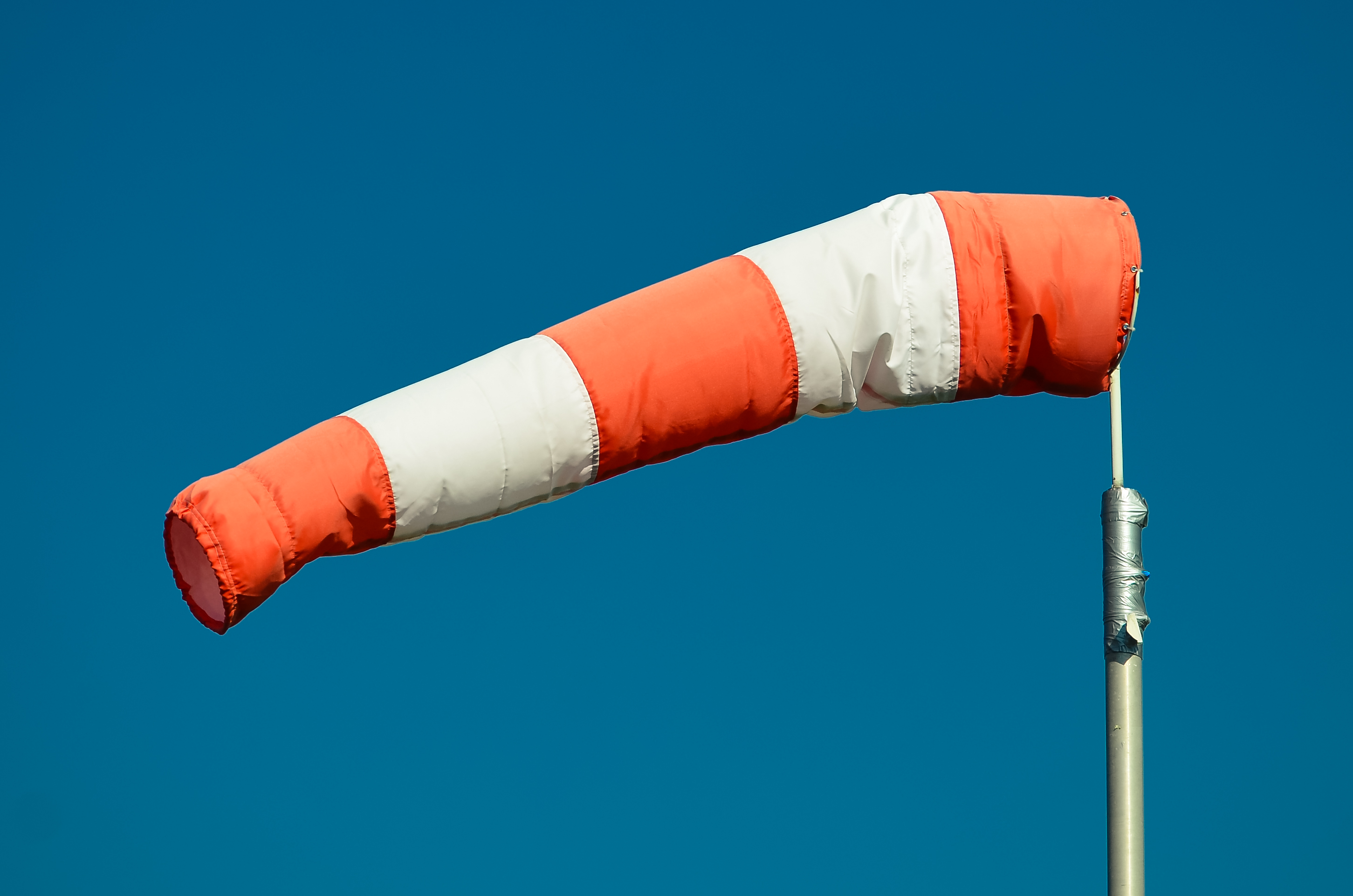
Mânecă de vânt

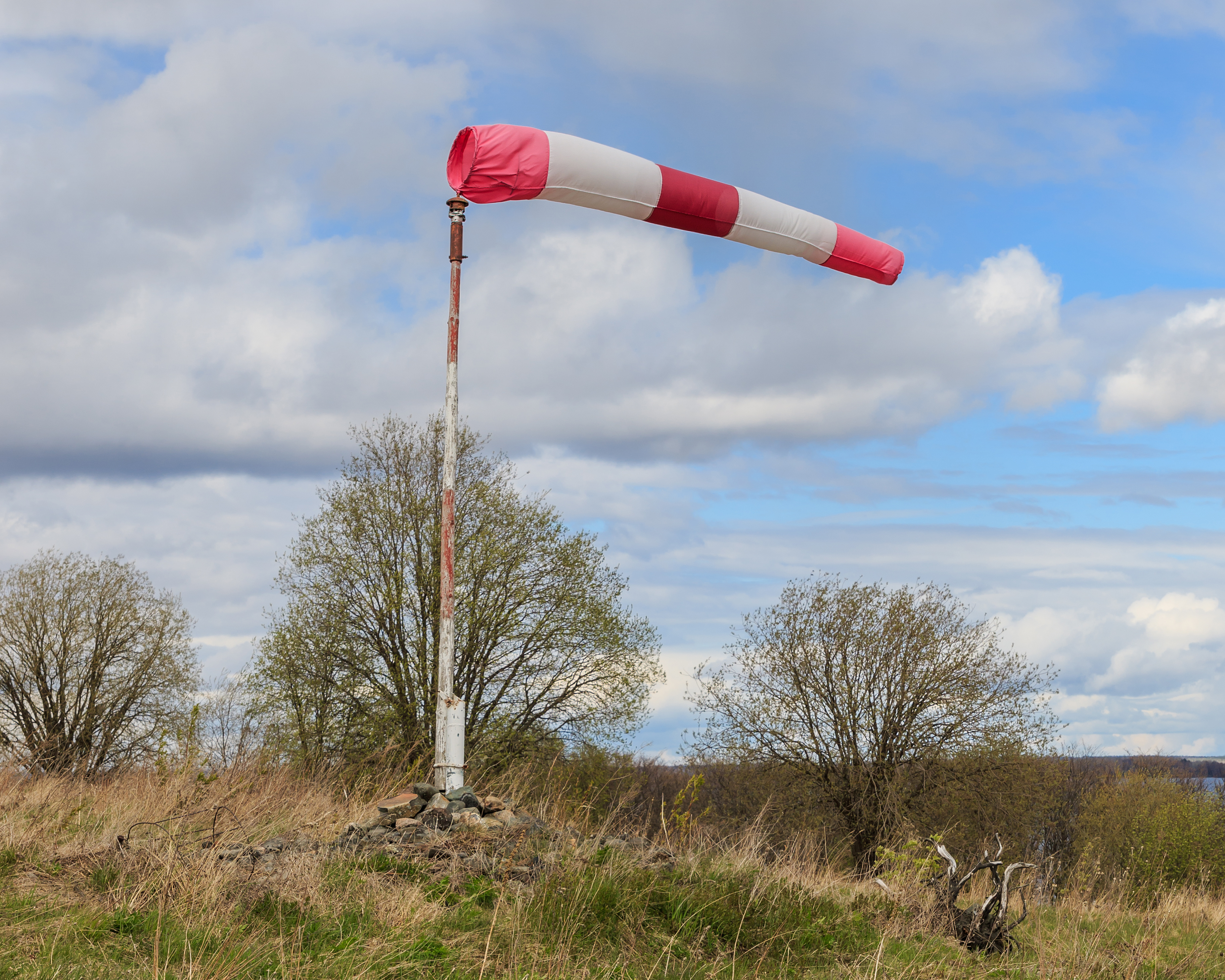
Mânecă de vânt

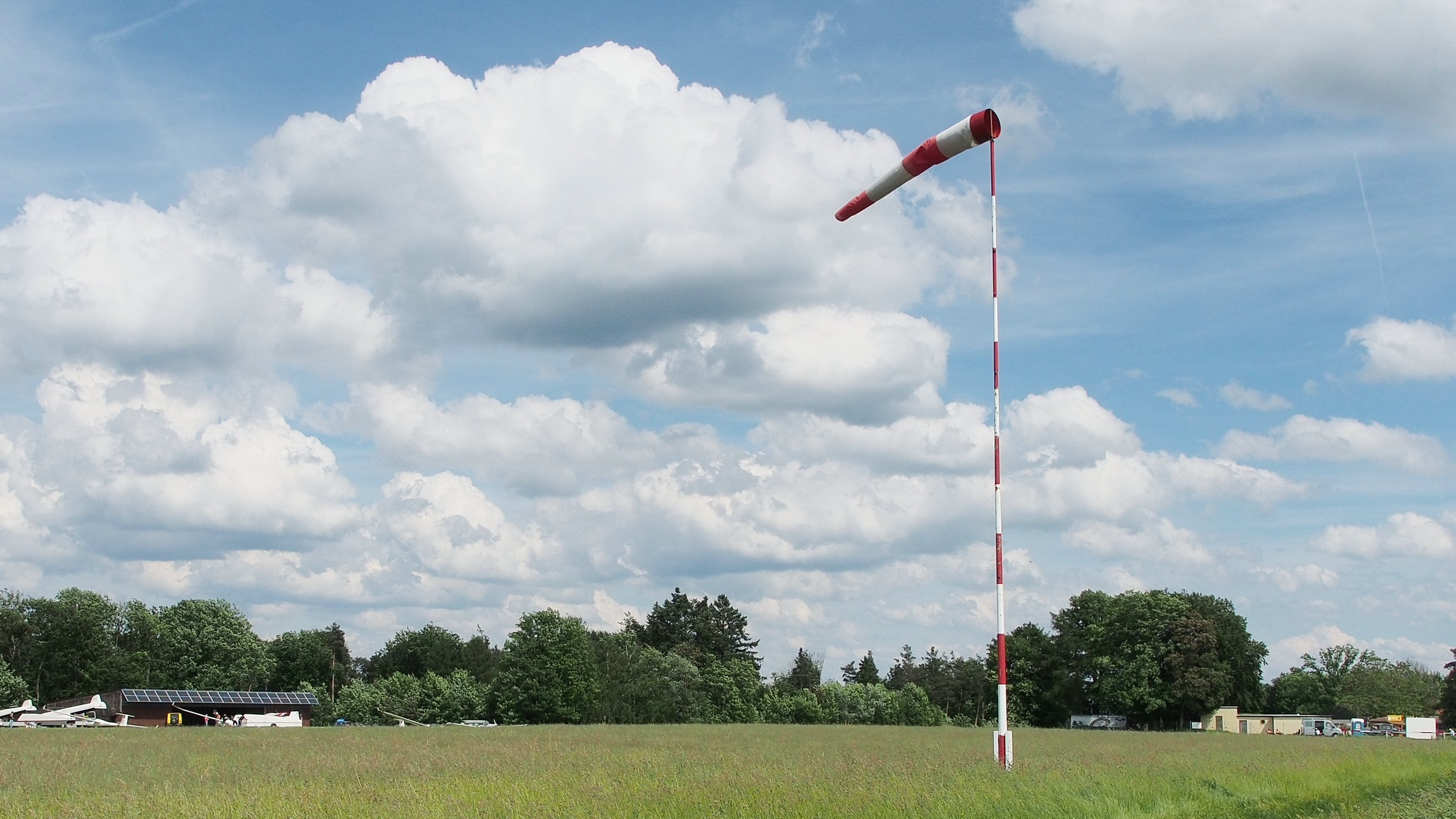
Mânecă de vânt pe un teren de zbor pentru planoare

Semnul de circulație de avertizare „Vânt lateral”

Mâneca de vânt numită și sac de vânt, este un dispozitiv utilizat pentru indicarea direcției și a intensității vântului. Este confecționat dintr-un manșon din material textil sau țesătură poliamidică, de formă tronconică deschisă la capete, cu dungi transversale alb-roșii, și suspendat mobil (rotire 360° în plan orizontal) cu secțiunea mai mare de un catarg înalt de susținere. Vântul, umflă manșonul, obligându-l să se orienteze întotdeauna cu secțiunea mai mică pe direcția de înaintare a lui. Mâneca de vânt arată astfel direcția vântului și de asemenea puterea aproximativă a vântului: cu cât partea umflată a sacului este mai apropiată de orizontală, cu atât este vântul mai puternic.

## Utilizare
Mânecile de vânt sunt utilizate oriunde datele exacte sunt mai puțin importante decât o afișare ușor de interpretat, ușor de înțeles a condițiilor de vânt. În cazul în care mâneca atârnă, nu există vânt semnificativ. Dacă stă dreaptă la orizontală, există un vânt puternic.
Dispozitivele precise de măsurare a vântului sunt anemoscopul și anemometrul.

### Aviație
Conform regulilor organizației internaționale de aviație ICAO, indicatorii de direcție a vântului trebuie să fie disponibili pe toate aerodromurile (incluzând terenurile de zbor pentru planoare și deltaplane) și heliporturile. Ele trebuie să fie clar identificabile din aer și pentru piloții de la sol și trebuie să fie iluminate pentru zborul la vedere pe timp de noapte. Un sac de vânt nu trebuie să fie influențat de curenți de aer de intensitate mică (de exemplu, de la motoare) sau de turbulența aerului cauzate clădiri sau vegetație (arbori). Pentru a fi mai ușor vizibil din aer, fiecare sac ar trebui să fie înconjurat de un cerc, de preferință alb. Mâneca de vânt trebuie împărțită în inele cu culori contrastante, de obicei se alege alb și roșu sau portocaliu. Acest lucru nu numai că îl face mai ușor vizibil din aer, dar permite și o estimare aproximativă a puterii vântului.

### Circulație rutieră
Mânecile de vânt pot fi găsite și pe numeroase autostrăzi și șosele dar mai ales pe poduri unde vânturile laterale pot prezenta un serios pericol. Aici le oferă șoferilor posibilitatea de a-și adapta viteza de conducere în timp util la condițiile de vânt predominante, cum ar fi o rafală bruscă de vânt puternic pe podurile peste o vale (viaduct).
Mânecile de vânt sunt, de asemenea, utilizate în porturi, la stațiile de transfer și la sistemele de tancuri, precum și în industrie cum sunt complexele petrochimice. 